# Parti de la grande unité
Pour les articles homonymes, voir BBP.
Le Parti de la grande unité (turc : Büyük Birlik Partisi, BBP) est un parti politique turc fondé en 1993, issu par scission du Parti d'action nationaliste (MHP), le parti d'extrême droite nationaliste. Les deux partis sont liés aux Loups gris, le BBP plus particulièrement au mouvement de tendance islamo-nationaliste Alperen Ocakları (Foyers d'Alperen).
Muhsin Yazıcıoğlu a affirmé l'objectif du BBP pour la Turquie en disant : « notre cause est "nous aimons la création à cause du créateur. Nous ne séparons pas les gens en tant que Laz, Circassiens ou Kurdes, nous ne les séparerons pas. Nous sommes des gens qui vivent sur le même pays et sous le même drapeau. Les Kurdes sont notre frère, le PKK est notre ennemi. Nous devons voir cette différence. Nous sommes contre les gangs, la mafia et une junte. Nous voulons avoir de vrais députés dans le TBMM. Que la législative, l'exécutif, le pouvoir judiciaire soient séparés. Limiter les immunités. Que le discours des politiciens sur le podium soit libre. Le parti du politicien qui a donné son avis ne devrait pas être fermé. » À propos d'Ergenekon, il a dit : « S'il y a une junte, s'il y a un gang, que tout soit gravé. Que la Turquie soit vraiment un pays démocratique ».

## Scission du MHP
Le fondateur du BBP, Muhsin Yazıcıoğlu, précédemment un des dirigeants du MHP, aurait reproché à ce parti de ne pas avoir de convictions religieuses fortes, et de négliger le poids du religieux dans l'idéologie nationaliste. C'est une explication souvent donnée à la création du BBP en 1993. Il en existe toutefois une autre, une opposition aux pratiques antidémocratiques du dirigeant historique du MHP Alparslan Türkeş, qui avait déclaré après le coup d'état militaire de 1980 ne pas comprendre pourquoi il était emprisonné alors qu'il partageait les opinions et les convictions des généraux auteurs du putsch. Türkeş avait par ailleurs dissous les instances dirigeantes du parti après le congrès de 1992 qui ne lui avait pas été favorable.

## Résultats électoraux
Aux élections locales de 1994, le BBP obtient 355 271 voix (1,26 %) aux provinciales et fait élire 11 maires.
Sept députés BBP sont élus aux législatives de 1995, sur des listes communes avec le Parti de la mère patrie (ANAP).
Vingt-cinq maires BBP, 9 conseillers provinciaux et 261 conseillers municipaux sont élus aux élections locales de 1999 avec un score total de 540 239 voix (1,72 %).
Aux élections législatives de 1999 et de 2002 le parti se présente seul, obtient respectivement 456 353 voix (1,46 %) et 321 486 voix (1,02 %) et perd toute représentation parlementaire.
Le BBP obtient 374 125 voix (1,16 %, 7 élus) aux élections provinciales de 2004, et réussit à faire élire trois maires, aucun dans une ville importante.
Aux élections suivantes, en 2007, le BBP présente plusieurs candidats en tant qu'indépendants pour contourner le seuil électoral, seul Muhsin Yazıcıoğlu est élu, à Sivas.
Aux élections municipales de 2009, qui se déroulent quatre jours après le décès de son leader dans un accident d'hélicoptère, le BBP remporte 869 772 voix (2,22 %), et son candidat Doğan Ürgüp est élu au poste de maire de Sivas, le seul maire BBP dans une capitale provinciale (1 sur 81). Trois autres maires BBP sont élus dans des chefs-lieux de districts (3 sur 957), au total 20 mairs BBP sont élus.
Deux ans plus tard, le BBP se présente aux élections législatives et obtient 323 251 voix (0,75 %). Son président Yalçın Topçu démissionne immédiatement après les élections.

## Assassinat de Hrant Dink (2007)
L'assassin de Hrant Dink, Ogün Samast, était un membre d'un « Foyer d'Alperen », et très lié au responsable local du BBP à Trabzon.

## Flottille pour Gaza (2010)
Trois responsables du parti, dont Eyüp Gökhan Özekin, le conseiller principal du président du parti, Muhittin Açıcı, un vice-président de la province d'Istanbul, et Halis Akıncı, un responsable de « foyer Alperen », étaient à bord d'un bateau de la flottille pour Gaza en mai 2010.

## Résultats électoraux

### Élections législatives
| Année   | Voix             | %                | Sièges  | Rang | Gouvernement               |
| ------- | ---------------- | ---------------- | ------- | ---- | -------------------------- |
| 2011    | 314 908          | 0,73             | 0 / 550 | 6e   | Extra-parlementaire        |
| 11/2015 | 253 204          | 0,53             | 0 / 550 | 6e   | Extra-parlementaire        |
| 2018    | Au sein de l'AKP | Au sein de l'AKP | 1 / 600 |      | Soutien sans participation |
| 2023    | 533 405          | 0,98             | 0 / 550 | 9e   | Extra-parlementaire        |

## Sources
1. ↑  (en) Fatma Müge Göçek, Denial of Violence: Ottoman Past, Turkish Present and Collective Violence Against the Armenians, 1789-2009, Oxford University Press, 2015 (ISBN 978-0-19-933420-9), p. 402
2. ↑  (tr) « Büyük Birlik Partisi », Yargıtay Cumhuriyet Başsavcılığı (consulté le 15 janvier 2021)
3. ↑  (tr) Haber7, « Yazıcıoğlu: Kürtler kardeşimiz PKK düşmanımız », sur Haber7 (consulté le 5 novembre 2023)
4. ↑  allemand : Neue Festnahmen nach dem Mord an Hrant Dink, Die Welt, 26 mars 2007
5. ↑  GENEL BAŞKANIMIZ DIŞİŞLERİ BAKANLIĞI’NDAN BİLGİ ALDI, sur le site du BBP